# Friburgo Football Club
Friburgo Football Club foi uma agremiação esportiva de Nova Friburgo. O clube, que foi fundado no dia 26 de Abril de 1914, foi o primeiro clube de Nova Friburgo. Era um dos clubes mais tradicionais da cidade.

## História
O futebol em Nova Friburgo surgiu em janeiro de 1914, com uma turma de garotos que se reunia pra jogar 'peladas'.
Inicialmente o nome era Friburguense Football, com a camisa vermelha e calção branco. O antigo uniforme do Friburgo Football Club era similar ao do América Foot-ball Club do Rio. 
É o maior vencedor do Campeonato Citadino de Nova Friburgo, com 26 títulos. Disputou o Torneio Otávio Pinto Guimarães de 1969. 
O Friburgo se fundiu com o Esperança Futebol Clube para formar o Nova Friburgo Futebol Clube.

## Títulos
- Campeão do Campeonato Fluminense: 1940
- Bicampeão Estadual da Divisão de Acesso do Campeonato Carioca: 1978 e 1979;

- Campeão friburguense: 1930, 1932, 1934, 1940,1945, 1946, 1947, 1952, 1953, 1954, 1956, 1957, 1959, 1960, 1967, 1968, 1969, 1970, 1970, 1974 e 1975;

- Campeão do Torneio Início Friburguense: 1975;

## Estatísticas

### Participações
| Competição                | Temporadas | Melhor campanha       | Estreia | Última | P | R |
| ------------------------- | ---------- | --------------------- | ------- | ------ | - | - |
| Série B1 do Carioca       | 2          | Campeão (1978) (1979) | 1978    | 1979   | – | – |
| Citadino de Nova Friburgo | 26         | Campeão (26 vezes)    | 1925    | 1925   | – | – |